# さて、異世界を攻略しようか。
『さて、異世界を攻略しようか。』（さて、ゲームガルドをこうりゃくしようか。）は、おかざき登による日本のライトノベル。イラストはぺこが担当している。MF文庫J（KADOKAWA）から2014年1月より2015年8月まで全7巻が刊行された。

## 概要
本作について著者のおかざきは「日常系ファンタジー」と位置付けている。おかざきによると本作の企画は前作「この部室は帰宅しない部が占拠しました。」を立ち上げた時に既に企画の一つとして用意していたが、当時は日常ラブコメが全盛期であったため見送りとなったと述べている。その後、当時の事を覚えていた担当編集者に「次の企画で日常系ファンタジーはどうですか」と提案されたことが、本作を書くきっかけになったと述べている。
また、おかざきは帰宅しない部のゆるい雰囲気やノリは継承しつつもより明るい話にするとしており、「冒険やシリアスな展開、いつもの料理ネタなども適度に織り交ぜながらの、ゲームガルドでの物語をお楽しみいただければ」との趣旨で本作の見どころを語っている。
なお、各巻の発売前にはMF文庫Jのオフィシャルブログにて本作の紹介記事が掲載されている。2014年7月には特設サイトが開設された。

## あらすじ
高校一年の初夏のある日。重度のゲーマー高校生、志度義弥は妹の志度真理亜と共にゲームをしていたところ、異世界に召喚されてしまう。突然のことに混乱する義弥の元に、密かに憧れていた美少女で優等生の転校生・柚比坂杏奈まで降ってきた。ゲームガルドと呼ばれるこの世界から日本に帰るためには、クエストを解かないといけない事を知った2人は、ゲームガルドで初めて出会ったシェリス・ラフローリア、ティーナ・ディアボラとパーティを組み、100年間解かれていないクエストを攻略することに。その過程で義弥は、杏奈のとんでもない本性を知ってしまったり、彼女たちに迫られたり――
重度のゲーマーと美少女で優等生な2人は果たして無事に日本に戻ることができるのか。――"さて、ゲームガルドを攻略しようか。"

## 登場人物
- 物語は義弥の一人称で進行する。
- ゲームガルド内の能力値はCが一般的、Aで一流、Sは天才レベルと言われている。

### メインキャラクター
志度 義弥（しど よしや）
本作の主人公。高校1年生。ゲームガルド内での能力値はちから:D、すばやさ:C、まりょく:E、うんのよさ:Z、ゲームちしき:SSS。
重度のゲーマーでゲームのレベル上げのために夜更かしをすることが多い。また、自他ともに認めるほど運に恵まれておらず、運の悪さから被害を受けることも珍しいことではない。このことから、全ての物事に関して慎重な行動を取るが、慎重になりすぎるが故に杏奈と意見が食い違うことがある。ゲームを攻略する際は情報収集を必ず行い、あらゆる可能性をたててから仮説を導く。
妹の真理亜とゲームをしている最中にゲームガルドに召喚された。ゲームガルド内では義弥という発音が難しいことから「ヨシュア」と名乗っている。
体力は人並みだが、ゲームに関する知識は豊富。このため、召喚されてすぐに100年間解かれることのなかったクエストをゲームに関する知識を駆使してクリアした。100年間解かれなかったクエストを一瞬で解いてしまったことから、ゲームガルド内では救世主と呼ばれるようになった。
杏奈に一目惚れをしていたが、杏奈の本性を知ってしまったことで恋心は打ち砕かれてしまった。
柚比坂 杏奈（ゆびさか あんな）
本作のヒロインの1人。ゲームガルド内での能力値はちから:AA、すばやさ:A、まりょく:AA、うんのよさ:A、どりょく:SSS。
癖のない長い黒髪と、雪に例えることさえ憚れるほどの白い肌が特徴。胸はかなり大きい。
声や言葉遣いには気品に満ちているが、学校での姿は全て杏奈が作り出したもの。本性は正反対の性格をしている。また、頭がかなり良く、ゲームガルドで受けている授業もすぐに呑み込んでしまう他、剣術や魔法も数分でものにしてしまう。このため、授業初日で剣術は戦士並みに、魔法は魔法使い並みのレベルまで到達している。
幼いころに両親を亡くしており、遠縁の親戚が杏奈と妹の瑠加を引き取った。養父は少し厳格な部分があり、期待に応えられなかった場合に見放されてしまうのではという不安から優等生を演じている。ゲーマーが嫌いであるが、杏奈の家庭では週3回30分というルールが定められていることから、時間や環境を気にせずに長々とプレイすることができる人が羨ましく許せないというのが理由。ゲーム自体は別段嫌っているわけではない。なお、両親の形見の1つであるゲームのセーブデータが入ったメモリーカードを常に持ち歩いている。
シェリス・ラフローリア
本作のヒロインの1人。ゲームガルド内での能力値はちから:SSS、すばやさ:F、まりょく:F、うんのよさ:C、めいちゅう:J。
鮮やかなピンク色の髪をふわふわなツインテールにし、ゴスロリチックな服を着ている。背丈的にも体型的にもかなり幼く見えるが、義弥と同じ16歳である。
トゲのついた大きな鉄球を常に持ち歩いている。その威力は人間を1発で殺してしまうほど強力だが、命中率がとてつもなく低いためほとんど的に当たることはない。このため学院では落ちこぼれと言われている。
名家のお嬢様で、来ているゴスロリチックな服は全て高価な魔法素材で作られている。
冒険者主義のゲームガルドを嫌っており、社会の仕組みを変えたいと思っている。このため、普段からクエストをクリアした実績を持つ義弥に結婚を迫っているが、義弥に褒め言葉を言われると嬉しさより恥ずかしさが上回り義弥に鉄球を投げつけてしまう。
ティーナ・ディアボラ
本作のヒロインの1人。ゲームガルド内での能力値はちから:F、すばやさ:B、まりょく:SSS、うんのよさ:F、てかげん:Z。
美しい銀髪をポニーテールにしており、胸と腰だけを隠したほぼ水着のような格好をしている。また、普段からマントを着用している。常に食べ物を持ち歩いており、ところ構わずに食べ続けている。
魔法使いとしての技量はずば抜けており、複雑で高度な魔法をたった一言で発動させることができる。ところが魔法は1日に4回程度しか使用できないうえに、効果をもたらす範囲が広いことから攻撃魔法で味方をボロボロにしたり、回復魔法を倒した敵も巻き込んで回復させてしまう。このため学院では落ちこぼれと言われている。なおティーナの特別な魔法は昔父親が玄室と呼ばれる部屋にいた香奈子によってかけられた呪いのせいで発生したもの。2巻で香奈子から呪いを解くかどうか問われたが断っている。
リムルとは幼なじみの関係でリムルがリーダーを務めるパーティに所属していたが、上記の理由により辞めさせられてしまった。
ダリル・ランサープ
イルザによって連れてこられたダンジョンで偶然出会った少女。ゲームガルド内での能力値はちから:AA、すばやさ:A、まりょく:B、うんのよさ:D、じこひょうか:Z。
義弥と同い年のドラゴン科の生徒。髪をシニヨンに結い上げているが大人っぽく見えず、スタイルは悪くはないが良くもなく、全体的に地味な印象を受ける。
他のドラゴン科の生徒と比べると身体のドラゴン化は遅れているものの、能力は十分に備わっており、強さはイルザとほとんど変わらない。レッドドラゴンに変化しているダリルは火属性の加護を受けており、火属性の攻撃を無効にすることができる。
ダリルの家は父親がタクシー会社を、母親が小料理屋を経営している。
ネア・ミニャーマ
「ネコ耳幼女を攻略せよ」のクエスト中に出会った少女。ゲームガルド内での能力値はちから:D、すばやさ:AA、まりょく:E、うんのよさ:B、こうきしん:SSS。
伸び放題の髪の毛は黄色とも金色ともつかない色に黒色が混ざった虎縞のようなアメリカンショートヘアを思わせ、同じ色の細長い尻尾を持つ。頭には毛に覆われ尖った猫の耳がある。出会った当初は種族が分かっていなかったが、のちに獣人種に部類されることが分かった。
好奇心が旺盛で武器や道具類といった、文明的なものに興味を示すことが多い。手作りのスリングショットを武器として使用するが、それはネアがダンジョンを生き抜くために知恵を絞って一から生み出したものである。

### その他のキャラクター

#### 日本
志度 真理亜（しど まりあ）
義弥の妹。12歳。
小学校に上がったばかりの頃に交通事故に遭ってから、目が見えなくなってしまった。
目が見えていた頃からファンタジー系の物語が好きで、目が見えなくなった後も義弥の隣に座り、ゲームの音楽や義弥の反応から雰囲気を楽しんでいる。
古掛 光一郎（ふるかわ こういちろう）
義弥のクラスメイト。義弥と同じゲーム好き。クラスの中で一番背が低い。
超有名大手ゲームメーカーの社長の息子で、ゲーム制作の裏話や業界の裏事情にも詳しい。ゲームガルドにおいて何かしらの権限を持っているようだが詳しい事は判明していない。
有瀬 香奈子（あやせ かなこ）
ドルクエ5で大抜擢された新人のシナリオライター。ドルクエ5が発売されたすぐ後に消息不明となったが、1000年前のゲームガルドに救世主として強制的に連れ込まれていた。
ゲームガルドについて色々と知っているようだが、そのことを義弥に告げる前に何者かによって心を操られて豹変し、義弥に危害を加えようとした。

#### ゲームガルド
リムル・アシュリーナ
イルダーマナ冒険者学院に通う生徒の1人。学院では委員長と呼ばれている。ゲームガルド内での能力値はちから:A、すばやさ:B、まりょく:B、うんのよさ:C、ぼうぎょ:SSS。
学院内で一番の実力を持っていると言われており、高等部で唯一卒業後にしか就くことができない上級職の聖騎士にクラスチェンジをしている。常に大楯を持っており、鉄壁の防御スキルを持っている他に高位の回復魔法まで使いこなす。
レーナ・ラフクラート
イルダーマナ冒険者学院に通う生徒の1人。ゲームガルド内での能力値はちから:B、すばやさ:A、まりょく:A、うんのよさ:B、せいみつしゃげき:AAA。
リムルが作ったパーティ「聖なる盾隊」の弓使い。エルフでとがった耳が特徴。さっぱりとした性格で、思ったことはすぐ口にしてしまう。
サリナ・イブラース
イルダーマナ冒険者学院に通う生徒の1人。ゲームガルド内での能力値はちから:C、すばやさ:B、まりょく:C、うんのよさ:D、どうぶつとのきずな:SS。
リムルが作ったパーティ「聖なる盾隊」の猛獣使い。クビハネウサギという危険なウサギを操ることができる、猛獣使いとしてはかなり実力のある人物。しかし、何もないところで転んだりと少々ドジな部分もある。
イルザ・イステシア
イルダーマナ冒険者学院に通う生徒の1人。ゲームガルド内での能力値はちから:SS、すばやさ:AA、まりょく:E、うんのよさ:A、きょうちょうせい:Z。
教室で倒れかけたところを義弥に助けられたことで義弥に一目惚れをする。シェリスは従姉妹にあたる。イステシア家はゲームガルド内でもかなり裕福な家庭である。普段はイステシア家で務めるメイドを連れて冒険に出ている。メイドは相当の実績を積んだ猛者が多い。
協調性に欠けており、人の話は全く聞こうとしない。また、自身の空想にとらわれる癖がある。
メイドは自分勝手なイルザに相当手を焼いており、イルザの父に命令を受けた時には意気揚々とイルザを懲らしめていた。
リック・ヘンドリー
イルダーマナ冒険者学院に通う生徒の1人。学院では村人クラスに所属している。金髪碧眼、スリムな身体に長い脚をもち、顔立ちや体系はカッコいいというよりは美しいと形容した方がしっくりくるような美青年。女の子にとても甘い。
ヘンドリー商会の御曹司で同業者とも顔が広い。そのため情報は多方面から集められ、義弥たちも時々情報集めをお願いする。
レオナ・ラフローリア
シェリスの姉。イルダーマナ冒険者学院の学院長を務めている。ゲームガルド内での能力値はちから:AAA、すばやさ:AA、まりょく:D、うんのよさ:C、おしえごへのあい:SSS。
冒険者時代に強い大型のモンスターを沢山討伐しており、かなりの実績を持っている。
既婚者で、夫はレッドドラゴンの教頭先生。現役時代は教頭の背に跨って人竜一体の戦い方をしていたことで有名。

## 用語
ゲームガルド
本作の舞台となっている場所。日本から見ると異世界に存在する。
ゲームガルドの世界は「檻の壁」と呼ばれる壁に囲まれた大きな街が全てとなっている。壁の外にはいかなる手段を用いても超えることができない。クエストが解かれると、壁が一度光の粒子のようなものへ姿を変え輝きながら一定距離外側に移動し、街に新たな未開の土地が加えられる。その土地を開拓しながら新たな土地で得た動植物や鉱物、凶悪なモンスターの爪や牙などを活用し、新たな魔法や技術を開発することで新たに課せられたクエストのクリアを目指すというサイクルを繰り返して歴史を紡いできている。壁の外には1つの塔があるのみでその塔にたどり着いた一団は、1人1つずつ願いを叶えてもらえると言い伝えられている。
これまでも異世界から人が来たという記録は残っているものの、元の世界へ帰ったという記録は残されていない。
技術や文化は異なる部分があるものの、生活の水準は日本とさほど変わっていない。
ゲームガルドの暦は地の月、水の月、火の月、風の月、光の月、闇の月が各60日で1年の計算になる。その暦はゲームガルドの魔法を構成する6つの元素と同じもの。元素は火と水、地と風、光と闇が対立関係にある。魔法やモンスターはいずれかの属性の特徴を強く有していて、それが得意技や弱点となる。
ゲームガルドには様々な種族が存在しているが、産まれてくる子供は全員人間の姿で産まれる。イルダーマナ冒険者学院の初等部に入学するときに将来自分がなりたい種族を選び、初等部でその種族になるための練習や訓練を行いながら、学院の奥に存在する各種族のほこらに毎日お祈りをすることで徐々になりたい種族へと変化をしていく。
ゲームガルドの通貨は銅貨と銀貨、金貨の3つが存在する。銅貨を日本円に直すと100円ほど、銀貨は1000円ほど、金貨は1万円ほどの価値になる。ゲームガルドで防具をオーダーメイドで作ると数百万円かかる。これは腕の立つ職人が何日もかかりきりになる他に、鎧の材料である魔法素材と魔法を永続化させるために必要な素材がとても希少で高価なため。そのためゲームガルドで冒険をしている女の子のほとんどはコストダウンのために水着のような防具を着用している。
ゲームガルドと日本では時間の流れが異なるようで、義弥と杏奈はティーナたちの時代に送り込まれたが、3年前に日本から姿を消した有瀬は1000年前のゲームガルドへ送り込まれた。また、有瀬によると、ゲームガルドには義弥たち救世主とは正反対の存在があり、その人物が裏でゲームガルドをコントロールしているらしい。
ゲームガルドには様々な魔法が存在し、それらは技術の一つとして使用される。冒険者が使用するマジックアイテムの殆んどは防水の魔法がかけられている。また、治癒の魔法は体内の水分に働きかけて自然治癒力を活性化させることができる。この魔法を使えば外傷や外部から侵入した菌が原因の病気であれば治すことができるが、先天的な障害や身体の組織が悪い変化をするような病気は治すことができない。したがって治療は治癒魔法をかけ続けながら患部を切除するような手術を行う。冒険者は格安で優先的に魔法をかけて貰えるが、引退した大人はそれなりの額の医療費が請求される。
クエスト
ゲームガルドで出されるミッション。クエストはイルダーマナ冒険者学院内にある啓示板に掲載される。
クエストを解くことができずに停滞の時代に入ると異世界から人が召喚される。
イルダーマナ冒険者学院
ゲームガルドにある唯一の学校。ゲームガルドに暮らす子供たちは全員が通うことになっている。学校では冒険者になるための必要な知識や技術を学び、冒険に出るようになる。
ゲームガルドでは冒険の実績に応じて就職先が異なり、教師や街の治安を守る竜騎士団、ダンジョンから魔物が出てこないように監視する警備隊に就職するためには、冒険者の時にかなりの実績を上げないとならない。冒険の実績は社会貢献という意味合いの他に、どれだけ経験を積んだのかという点も計られている。過保護な環境での冒険は判断する側からすると印象は最悪に近い。
学校には人間の他にもエルフやドワーフ、ドラゴンなどが通っており、種類や職業（戦士や魔法使いなど）に応じてクラス分けを行う。中等部や高等部になると、クラス単位での授業はほとんどなくなり、出欠席自由の授業ばかりとなるが、週に一度だけ必修授業が組まれている。
竜騎士団
ゲームガルド内で治安維持を行う警察のような組織。団員の殆んどがドラゴンに騎乗する高機動型の騎士、及び騎士竜と呼ばれる騎士を背に乗せることに特化したドラゴンのクラスで構成される。
タクシー
ゲームガルドではドラゴンがタクシーをやっている。乗るための籠は太い籐のような素材で編まれている。乗客が落ちた場合に備えて、ドラゴンはもう1体用意されており、落ちた客を捕まえてくれる。
言霊の首飾り
ゲームガルドに存在する道具の一つ。翻訳に近い機能を持つが、正確には持ち主の発する言葉や書く文字を強制的にゲームガルドの言葉に変換し、逆に見聞きしたゲームガルドの言葉を理解できる言語に強制変換するのがこの道具の機能。同じ日本人でも言霊の首飾りを外した相手には日本語として伝わらない。
タリスマン
ゲームガルドに存在する便利アイテム。一回使い切りであるが魔法を使えない人間でも魔法を使うことができるようになる。
タリスマンはプラスチックのような半透明の素材で作られた割り箸ほどの大きさの棒で、未使用のものは中に淡い光が灯っている。これを折ることで封じてある魔法を発動することができる。属性ごと様々な色彩を持つ。値段は1本銅貨4枚、3本セットで銀貨1枚ほど。
本職の魔法使いが使用する魔法とは出力面で遠く及ばず、ラインナップも限られてはいるものの冒険には欠かせないアイテムで、回復魔法のタリスマンは特に重宝される。
ドルイド・クェーサー
日本で有名なゲーム。略称は「ドルクエ」。ドルクエシリーズの中でも5作品目となる「ドルイド・クェーサー5」はシリーズの良さを踏襲しつつも画期的なシステムを導入し、シナリオが全編を通して良かったことから発売から3年が経った今でも名作の呼び声の高いゲームとなっている。しかし、シリーズをずっと引っ張ってきた総合プロデューサーの堀田祐介は病気で倒れ緊急入院し、シリーズを通して音楽を担当していた作曲家の田島幸生は交通事故に遭い、大抜擢された新進気鋭のシナリオライター有瀬香奈子は謎の失踪、主人公の父親役を熱演したベテラン声優西園寺克則はスキャンダルが発覚して離婚、メーカーの先代社長である古掛光彦は96歳で大往生するなど、ドルクエ5を手掛けたチームの主要メンバーが発売直後に次々と不幸な目に遭っており、ヒット祈願がお祓いに変わるなど曰くのあるゲームでもある。
博物誌編纂局（はくぶつしへんさんきょく）
ゲームガルドにある公的機関の一つ。ゲームガルドのあらゆる事象を記録しておくことに情熱と命を燃やしている。変わり者の巣窟と言われているが、博物誌編纂局が出した証明書は信頼できるものとして認知されている。
学院祭
冒険者の祭典で、街をあげて行われる一大イベント。学院祭の目玉は毎年行われる現役学生の上位パーティが参加する最強決定戦という模擬戦。この模擬戦で優勝することはクエストを解くのに次ぐ栄誉で、戦闘能力を特に重視するような就職先ではクエストクリア以上に評価を受けることもある。参加パーティは毎年始めからの功績順で決まり、クエストクリアや高レベルモンスターの討伐数など様々な功績が加点の対象となる。クエストが全く解かれなかった去年まではクエストクリアや新種発見といった功績による加点はなく、高レベルモンスターの討伐数や希少な素材回収による社会貢献度の高さを頼りにしたポイント稼ぎで順位が決まっていた。

## 既刊一覧
| タイトル | タイトル                          | 発売日         | ISBN              |
| -------- | --------------------------------- | -------------- | ----------------- |
| 1        | さて、異世界（）を攻略しようか。  | 2014年1月24日  | 978-4-04-066039-4 |
| 2        | さて、異世界（）を攻略しようか。2 | 2014年4月25日  | 978-4-04-066715-7 |
| 3        | さて、異世界（）を攻略しようか。3 | 2014年7月25日  | 978-4-04-066916-8 |
| 4        | さて、異世界（）を攻略しようか。4 | 2014年10月24日 | 978-4-04-067123-9 |
| 5        | さて、異世界（）を攻略しようか。5 | 2015年1月23日  | 978-4-04-067345-5 |
| 6        | さて、異世界（）を攻略しようか。6 | 2015年4月24日  | 978-4-04-067610-4 |
| 7        | さて、異世界（）を攻略しようか。7 | 2015年8月24日  | 978-4-04-067749-1 |